# Gole del Gardon
Le Gole del Gardon (Gorges du Gardon in francese) sono un canyon creato dal fiume Gardon, affluente del Rodano. Sono situate nel dipartimento del Gard nella regione Occitania (già Languedoc-Roussillon).
Per preservarne l'ambiente, sono state inserite nel grande progetto del Grand site national di Francia..